# Wacław Pieńkowski

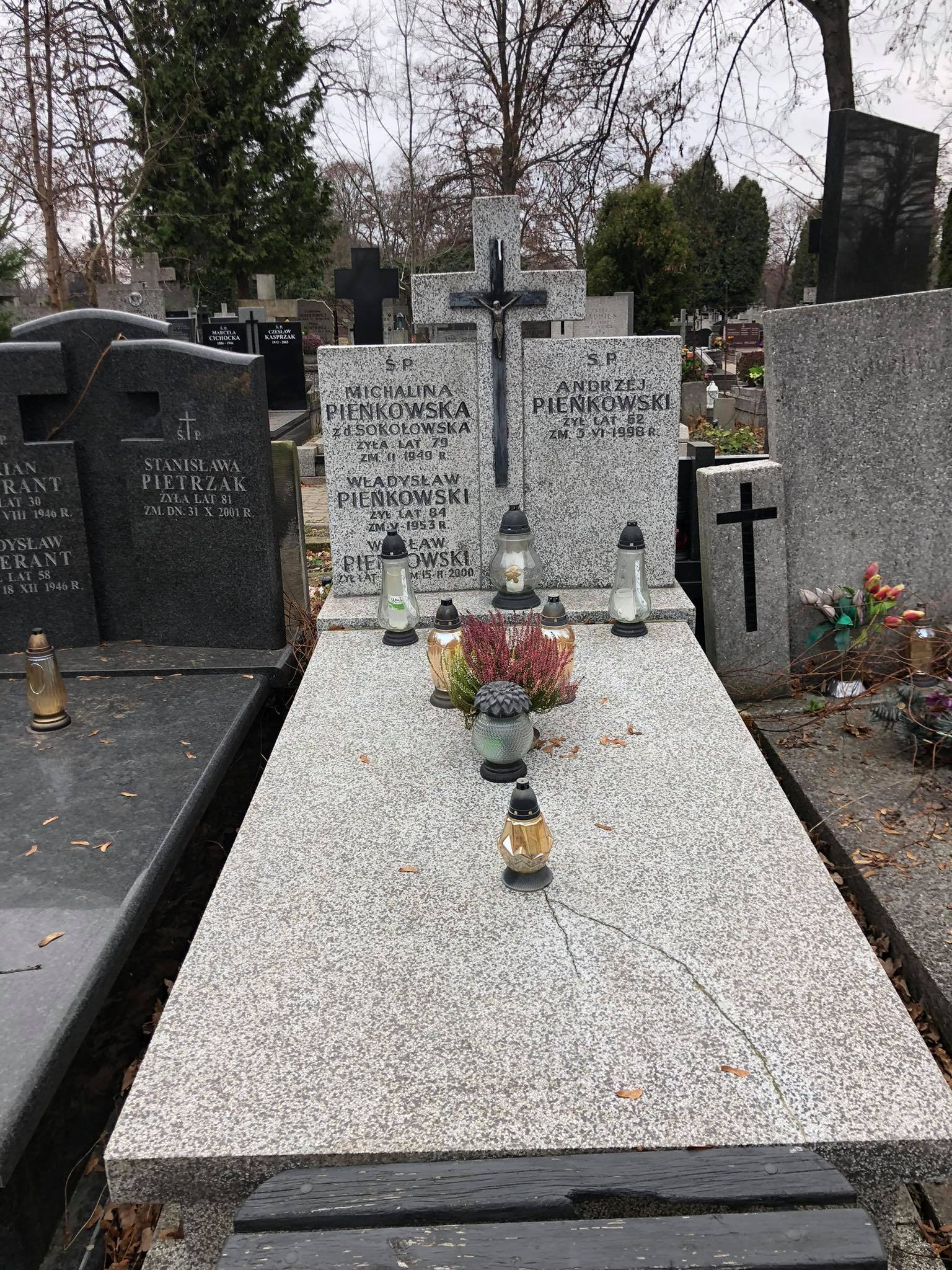
Grób Wacława Pieńkowskiego na cmentarzu Bródnowskim

Wacław Pieńkowski (ur. 28 września 1903 w Warszawie, zm. 13 marca 2000 tamże) – porucznik Armii Krajowej, uczestnik powstania warszawskiego.

## Życiorys
Syn Władysława Pieńkowskiego i Michaliny z domu Sokołowskiej. Działał w konspiracji, w Okręgu Warszawskim Armii Krajowej, I Obwodzie Radwan walczącym w Śródmieściu, 3 Rejonie „Ratusz”, 35 kompanii Wojskowej Służby Ochrony Powstania. Był strzelcem w 1004 plutonie 4 kompanii, a następnie 1 kompanii IV Zgrupowania Gurt. Został ranny 18 września 1944 podczas walk na ulicy Siennej, po upadku powstania opuścił miasto z ludnością cywilną.
Pochowany na cmentarzu Bródnowskim (kw. 8E, rząd V, grób 28).

## Odznaczenia
- Warszawski Krzyż Powstańczy;
- Krzyż Armii Krajowej
- Krzyż Partyzancki
- Krzyż Kawalerski Orderu Odrodzenia Polski;
- Srebrny Krzyż Zasługi;
- Odznaka honorowa „Za Zasługi dla Warszawy”